# Dicranomyia whitei
Dicranomyia whitei är en tvåvingeart. Dicranomyia whitei ingår i släktet Dicranomyia och familjen småharkrankar.

## Underarter
Arten delas in i följande underarter:
- D. w. monacha
- D. w. whitei